# Коммунистическая партия Южного Судана
Коммунистическая партия Южного Судана (араб. حزب الشيوعي جنوب السودان‎) — коммунистическая партия в Южном Судане.
Создана в июне 2011 на базе организаций Суданской коммунистической партии на территории объявившего о своей независимости Южного Судана. О создании новой партии было объявлено на совещании в офисе Суданской коммунистической партии в Хартуме. Джозеф Воль Модесто — генеральный секретарь партии.
Партия принимала участие в Международном коммунистическом семинаре 2013 года в Брюсселе.